# Brandon (Northumberland)
Brandon è un paese della contea del Northumberland, in Inghilterra.